# انبردست

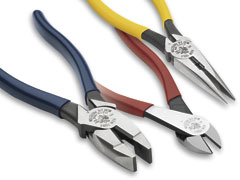
انبردست‌های گوناگون

انبردست وسیله‌ای است که از دو اهرم با یک محور تشکیل شده‌است. انبردست‌ها با طراحی‌های گوناگون و برای اهداف گوناگون طراحی شده‌اند مانند کارهای الکترونیکی، لوله‌کشی، سیم‌کشی و حتی نعل کردن اسب. در واقع طیف وسیعی از وسایل در خانواده انبردست‌ها قرار می‌گیرند و کارهایی از جمله لخت‌کردن و بریدن انواع سیم برق تا گرفتن وسایل و بریدن و خرد کردن آنها را انجام می‌دهند؛ که امروزه نوع برقی آن نیز به ویژه در صنعت موجود است.

## تاریخچه
این وسیله یک اختراع کلی و عمومی در طول تاریخ بوده و نمی‌توان یک تاریخچه مشخص و منحصر به فرد یا یک مخترع مشخص برای آن ذکر کرد. انسان از هزاران سال قبل از میلاد کار با فلزات را می‌دانسته و برای انجام کار با فلزات نیاز به وسایلی انبردست مانند داشته‌است تا از مواد داغ و ذوب شده برای کارهایی مانند ریخته‌گری و آهنگری سود بجوید. پیشرفت وسایل انبردست مانند از شکل چوبی تا برنزی احتمالاً از ۳۰۰۰ قبل از میلاد اتفاق افتاده‌است. از جمله قدیمی‌ترین تصاویر موجود انبردست را در تصویر آهنگری هفاستوس، پیشرو فناوری و صنعت یونانی نشان می‌دهد. امروزه از انبردست‌ها معمولاً برای ایمنی بیشتر برای گرفتن وسایل داغ استفاده می‌شود که به آن انبر می‌گویند.

## نگارخانه

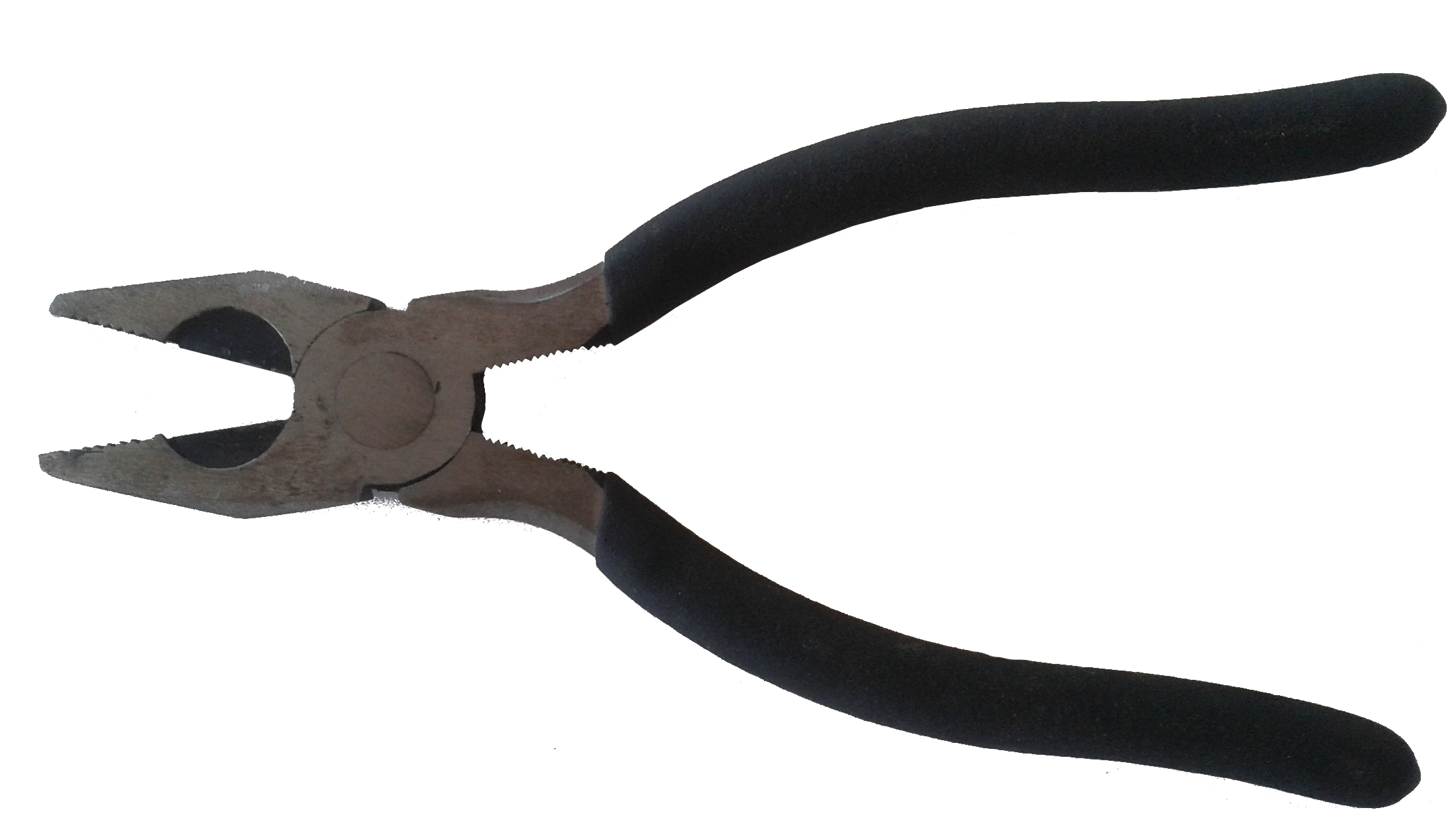
انبر سیم‌کشی یا لاین‌من
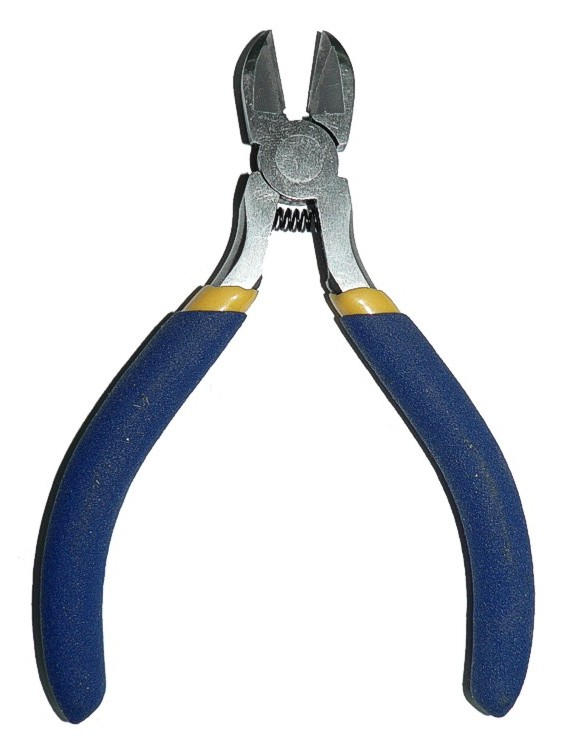
سیم‌چین
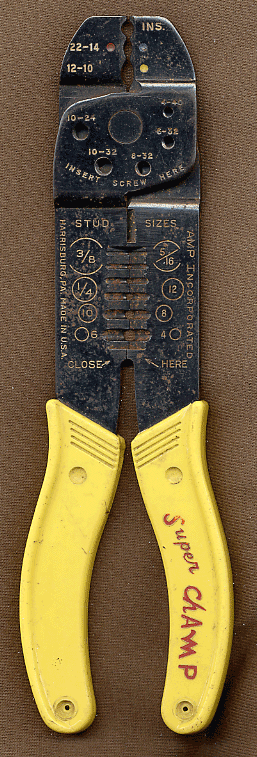
سیم‌لخت‌کن
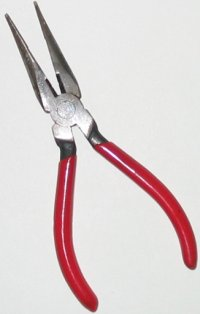
دم‌باریک
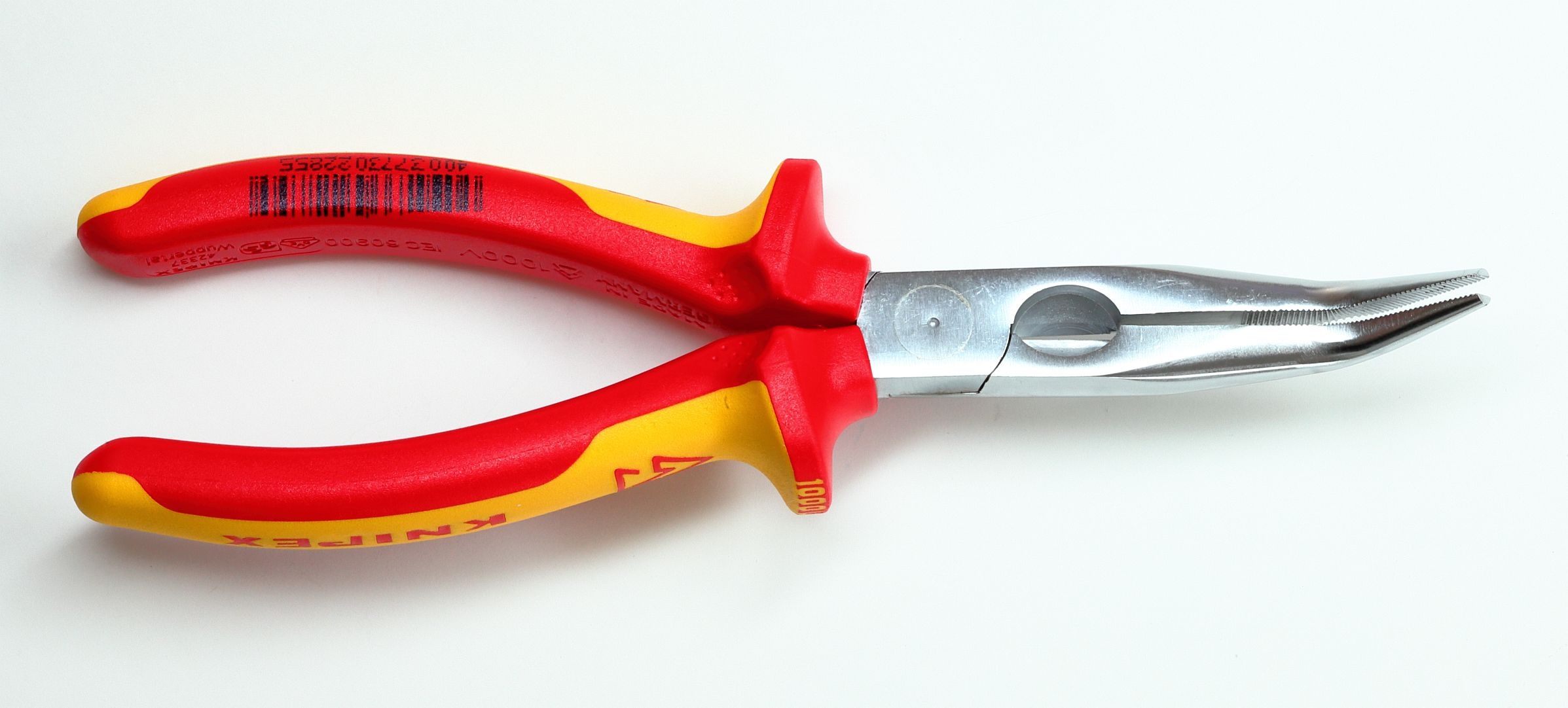
دم کج
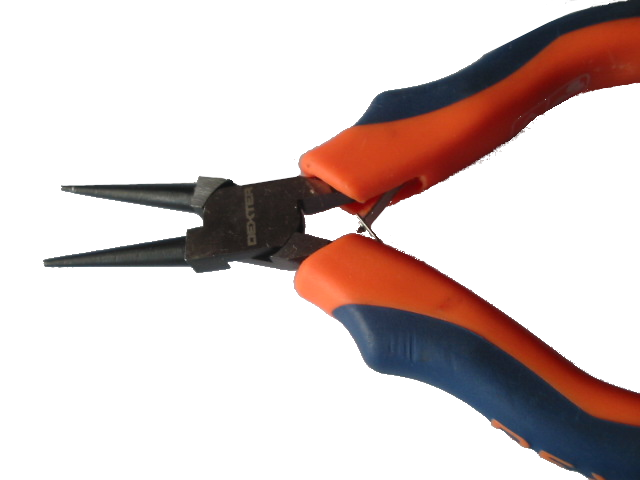
دم گرد
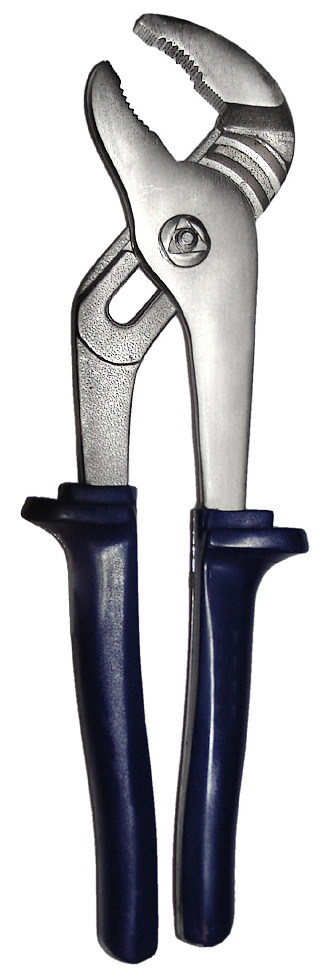
انبر کلاغی
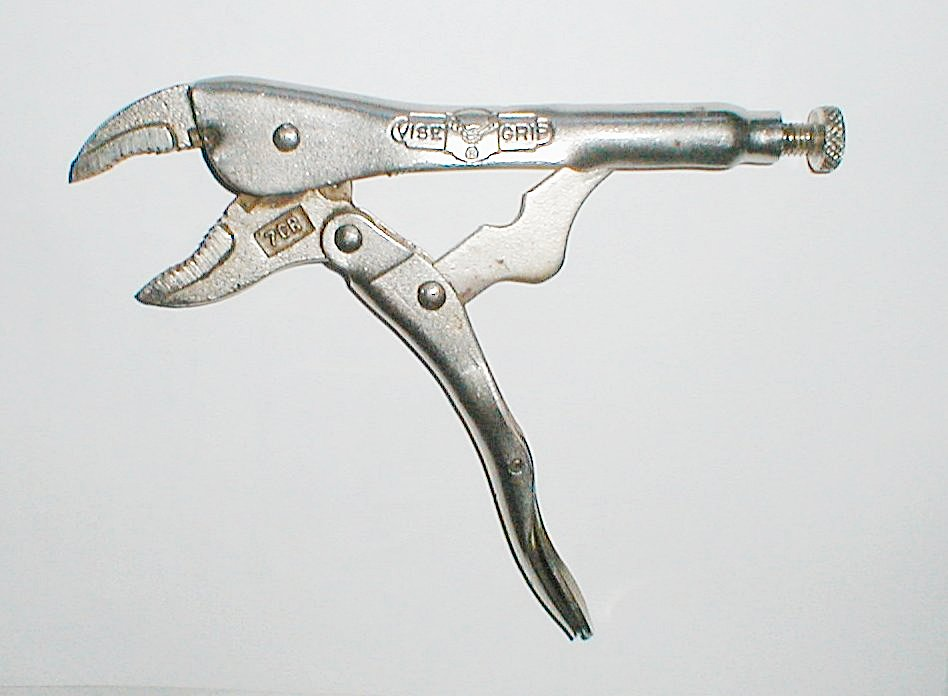
انبر قفلی
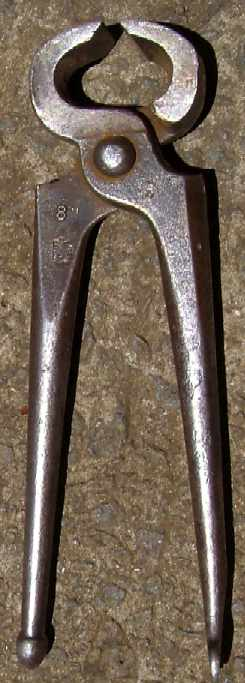
گازانبر
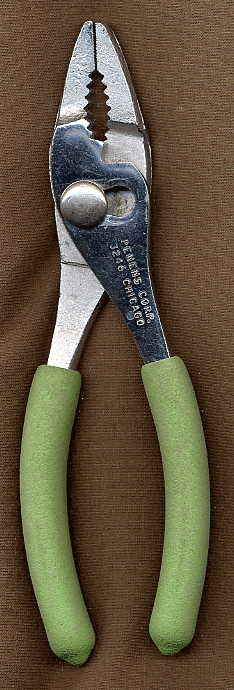
انبردست اتصالی توکار
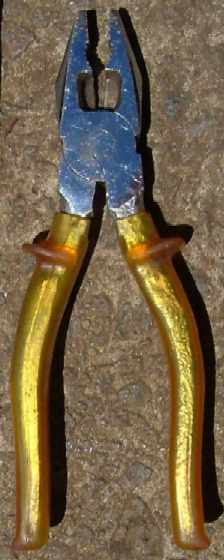
انبردست سیم‌کشی یا انبردست چندکاره
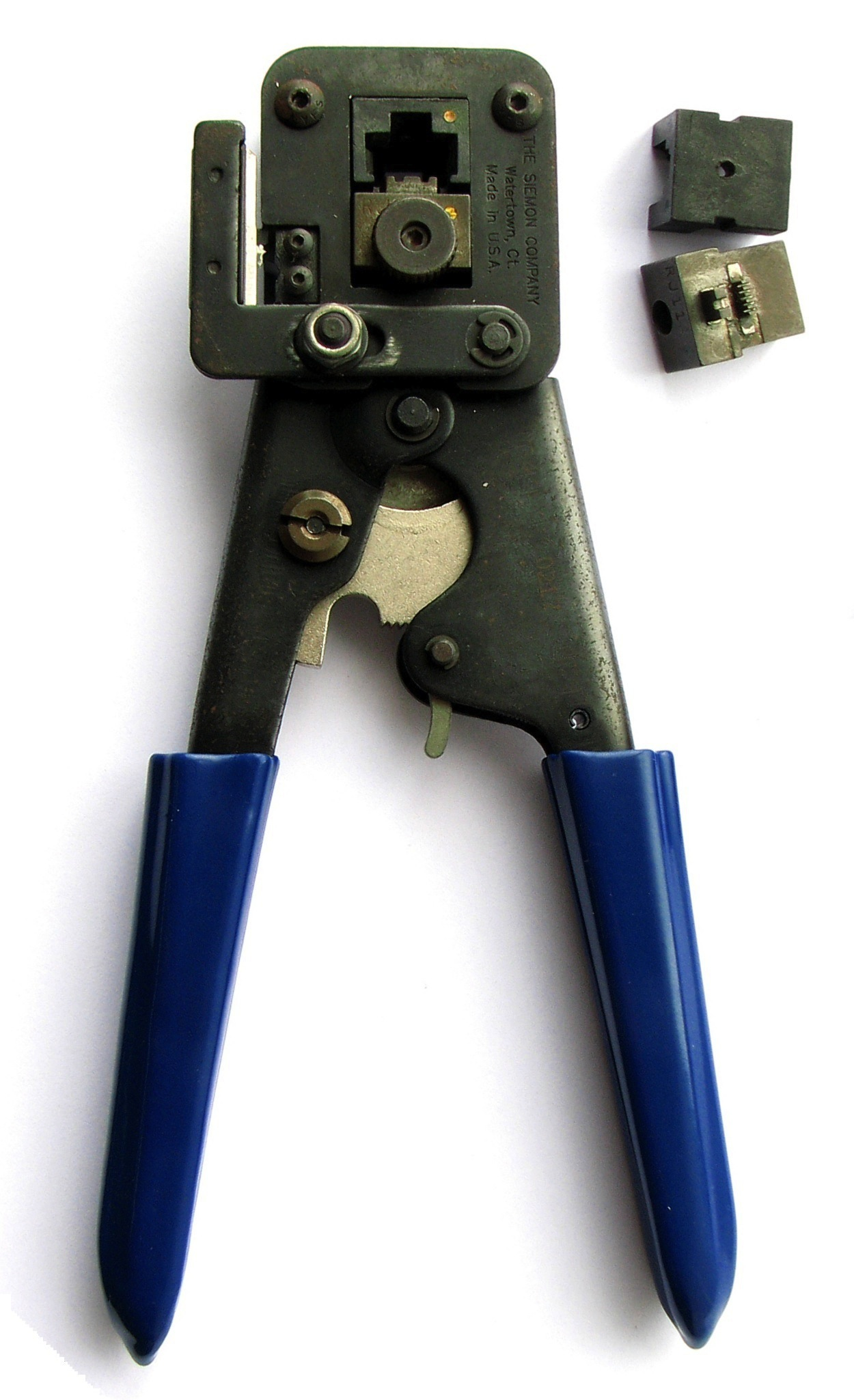